# 索迪
索迪（義大利語：Soddì），是意大利撒丁大区奥里斯塔诺省的一个市镇。总面积5.45平方公里，人口121人，人口密度22.2人/平方公里（2009年）。ISTAT代码为095078。